# Cortinarius sanguineus
Cortinarius sanguineus (Franz Xaver von Wulfen, 1781 ex Samuel Frederick Gray, 1821) din încrengătura Basidiomycota, în familia Cortinariaceae și de genul Cortinarius, este o specie de ciuperci otrăvitoare regional destul de răspândită care coabitează, fiind un simbiont micoriza (formează micorize pe rădăcinile arborilor). O denumire populară nu este cunoscută. În România, Basarabia și Bucovina de Nord trăiește de la câmpie la munte preferat pe sol sărac și acru, solitar sau în grupuri mici, în păduri de conifere umede sub molizi și pini, de asemenea prin turbării printre mușchiul de turbă Sphagnum, foarte rar și în păduri de foioase. Timpul apariției este din (iulie) august până târziu în noiembrie.

## Taxonomie

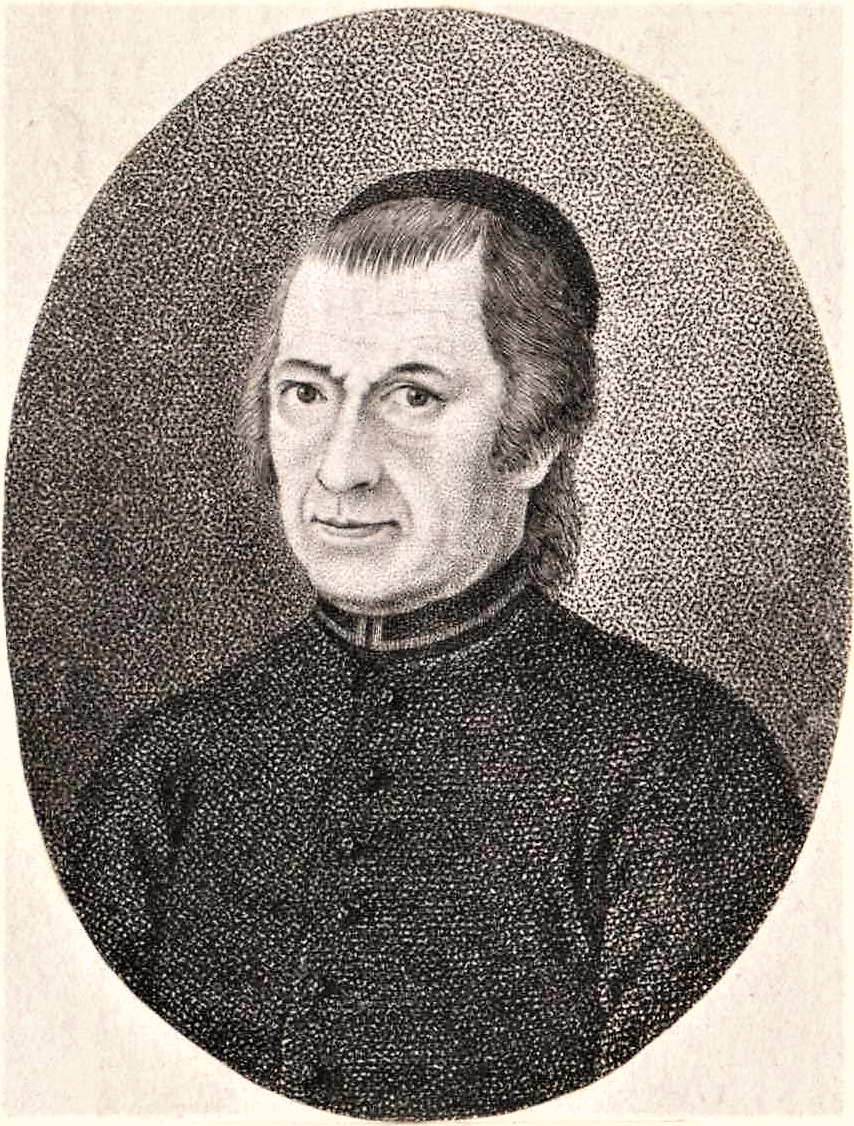
F. X. von Wulfen

Specia a fost descrisă pentru prima dată drept Agaricus santalinus de naturalistul italian Giovanni Antonio Scopoli în volumul 2 al operei sale Flora carniolica din 1772.
Numele binomial hotărât însă este Agaricus sanguineus, determinat de micologul german Franz Xaver von Wulfen în articolul Plantae rariores carinthiacae, de verificat în volumul 2 al lucrării savantului austriac Nikolaus Joseph von Jacquin Miscellanea austriaca ad botanicam, chemiam, et historiam naturalem spectantia din 1781.
În 1821, micologul englez Samuel Frederick Gray a transferat specia la genul Cortinarius sub păstrarea epitetului (original: Cortinaria sanguinea) în volumul 1 al operei sale A natural arrangement of British plants, fiind numele curent valabil (2021).
Toate celelalte încercări de taxonare precum variațiile descrise (vezi infocaseta) sunt acceptate sinonim.
Epitetul este derivat din cuvântul latin (latină sanguineus, -a, -um=însângerat, sângeros, roșu sângeriu), datorită aspectului ciupercii.

## Descriere

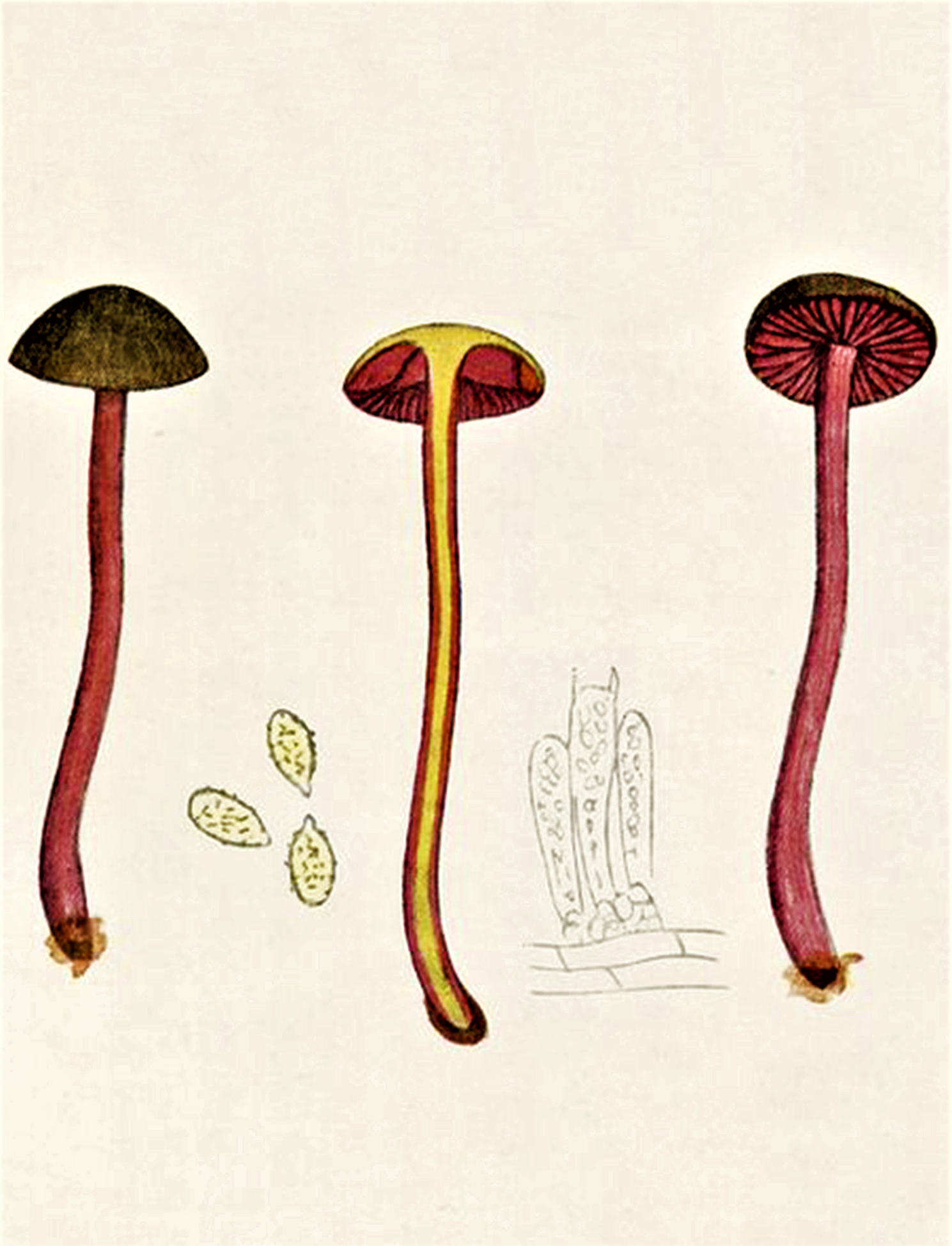
Bres.: Cortinarius sanguineus

- Pălăria: destul de cărnoasă, nehigrofană cu un diametru de 2-5 (6) cm, la început acoperită de un văl parțial roșiatic, este inițial emisferică până conică, devenind cu timpul mai convexă cu o cocoașă turtită nesemnificativă, pentru a se aplatiza în vârstă, fiind atunci adesea și ceva deprimată în mijloc. Cuticula uscată, mată sau lucioasă, nu rar fin solzoasă la marginea niciodată striată sau zimțată, are un colorit închis roșu sângeriu până brun roșiatic, estompându-se în vârstă adesea murdar brun-portocaliu.
- Lamelele: sunt subțiri, în tinerețe dense și la bătrânețe destul de îndepărtate între ele, bifurcate și intercalate, slab bombate și aderate la picior, fiind învăluite la început de sus menționata cortină. Coloritul este închis roșu sângeriu, căpătând în vârstă nuanțe ruginii. Muchiile par să fie ceva mai deschise în culoare, devenind la bătrânețe nu rar neregulat ondulate.
- Piciorul: zvelt cu o lungime de 4-7 cm și un diametru de 0,4-0,8 cm, este robust și fibros, plin, dar bătrân tubular gol pe dinăuntru, mai mult sau mai puțin cilindric, nu rar îndoit, precum uneori un pic bulbos spre bază. Suprafața netedă și parțial încarnat fibroasă este colorată spre sus roșu sângeriu până brun-roșiatic, spre jos mai deschis vinaceu până gri-rozaliu. La bază prezintă un fetru rozaliu. Nu poartă un inel.
- Carnea: de colorit vinaceu până roșu sângeriu mai ales spre margine iar spre mijloc mai deschis este destul de fermă și fibroasă, mirosul fiind la început aproape imperceptibil, apoi puțin de ridichi și gustul numai la exemplare tinere blând, devenind la maturitate puțin amar.[3][4]
- Caracteristici microscopice: are spori elipsoidali în formă de sâmbure de mâr, pe dinafară aspri, fin verucoși și de culoare gălbuie, măsurând 7-8 x 4-4,5 microni. Amprenta lor este închis ruginie până brun-roșiatică. Basidiile clavate cu 2-4 sterigme fiecare au o dimensiune de 25-30 x 5-7 microni. Cistidele (elemente sterile situate în stratul himenal sau printre celulele din pielița pălăriei și a piciorului, probabil cu rol de excreție) sunt mai scurte și în formă de măciucă.[9]
- Reacții chimice: nu sunt cunoscute.[10]

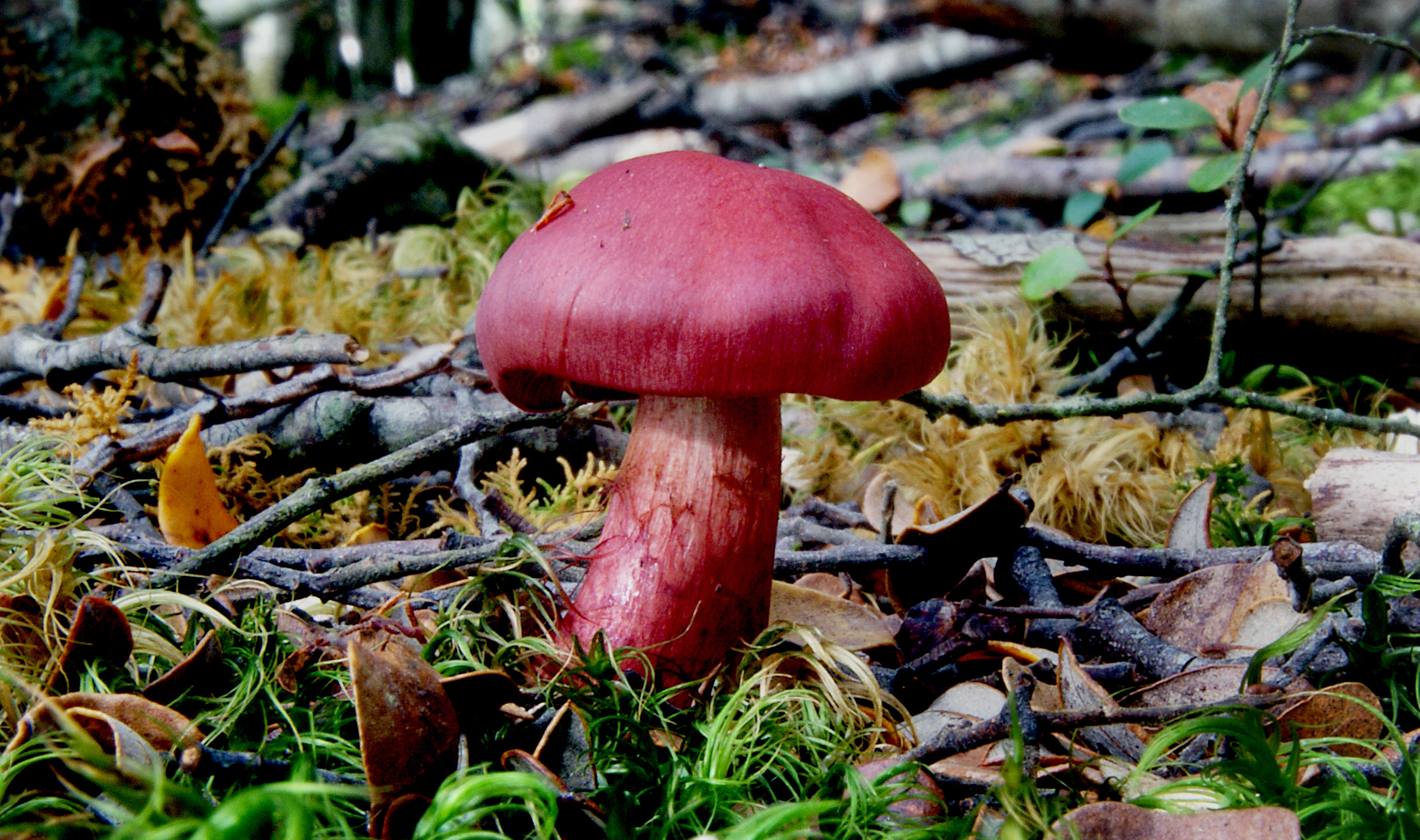
C. sanguineus, aspect lateral
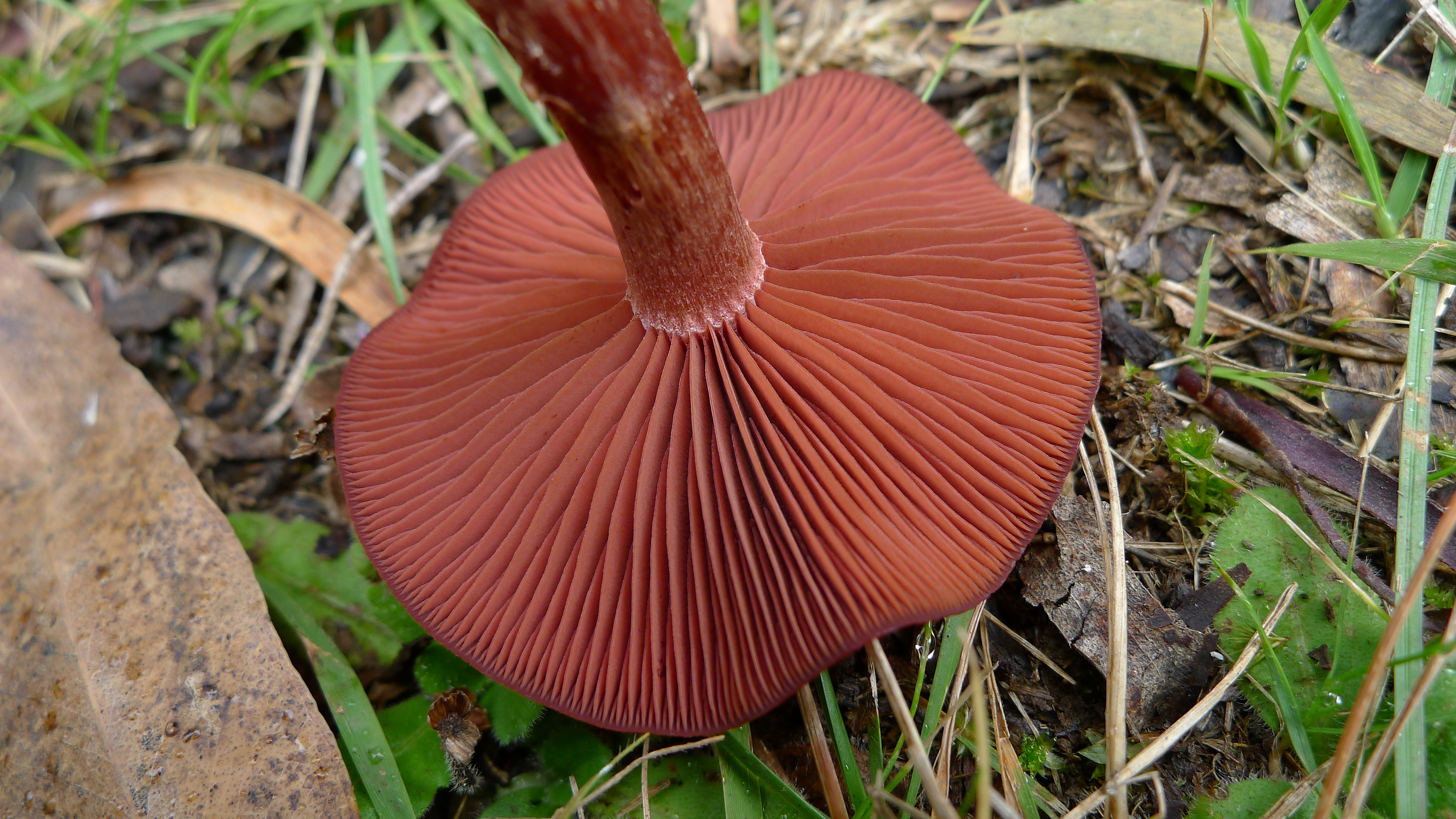
C. sanguineus, lamele și picior
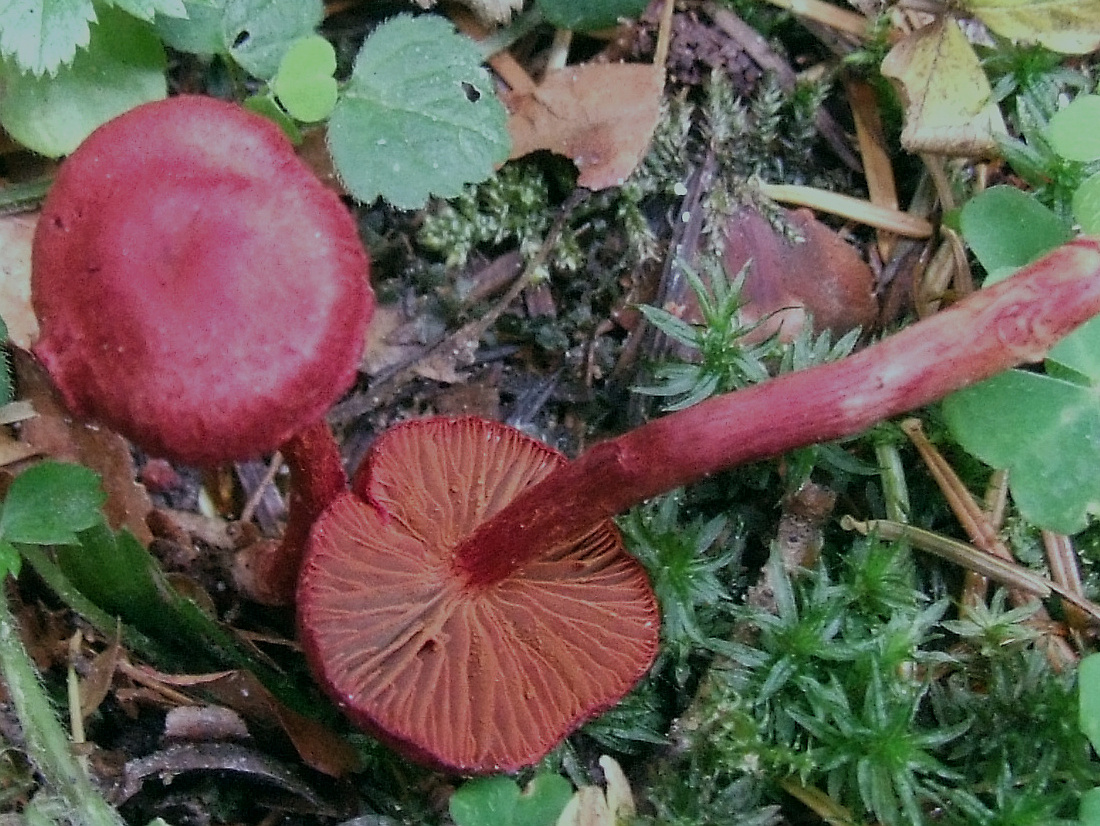
C. sanguineus bătrân: lamele și picior
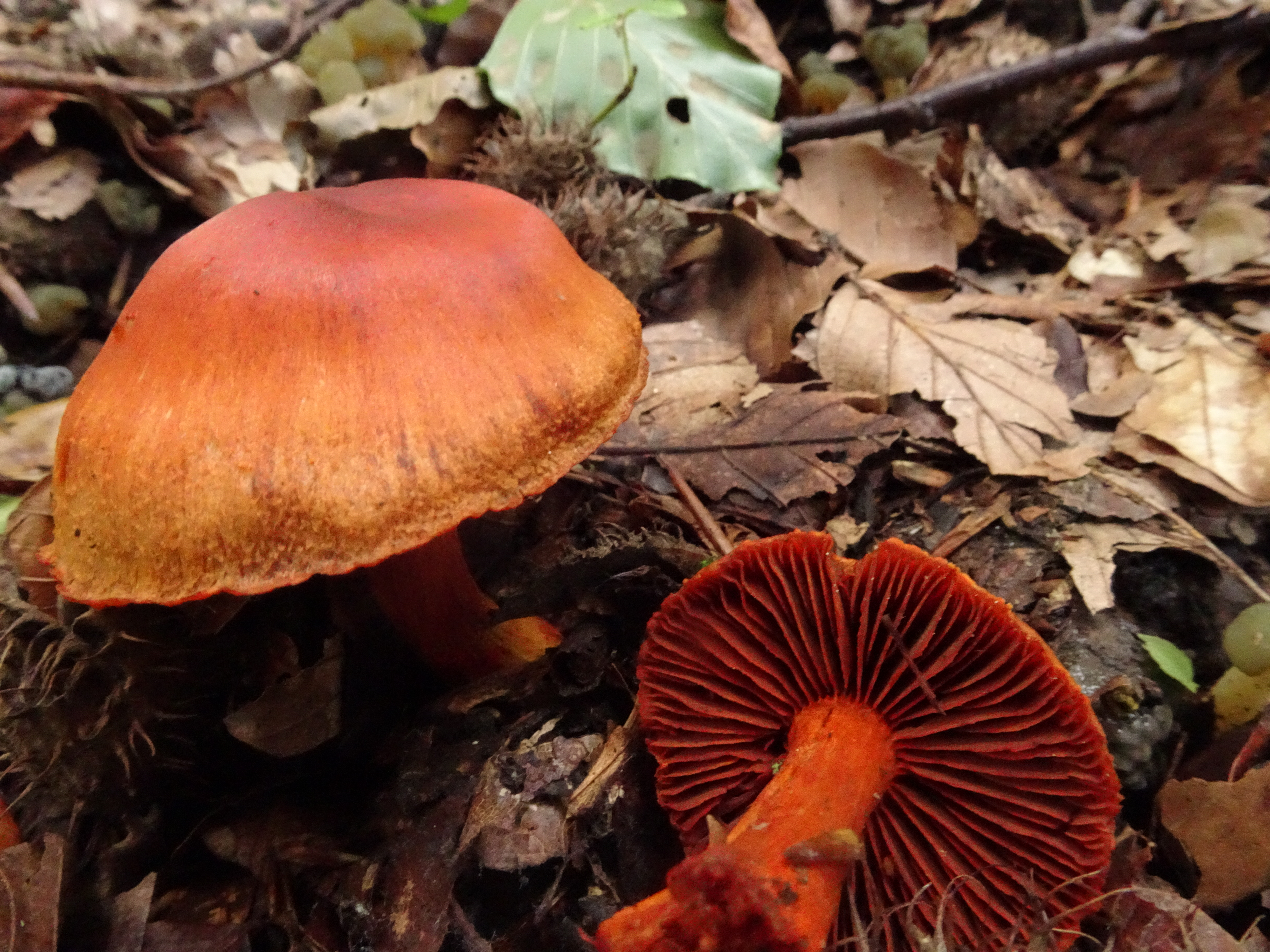
C. sanguineus mai deschis
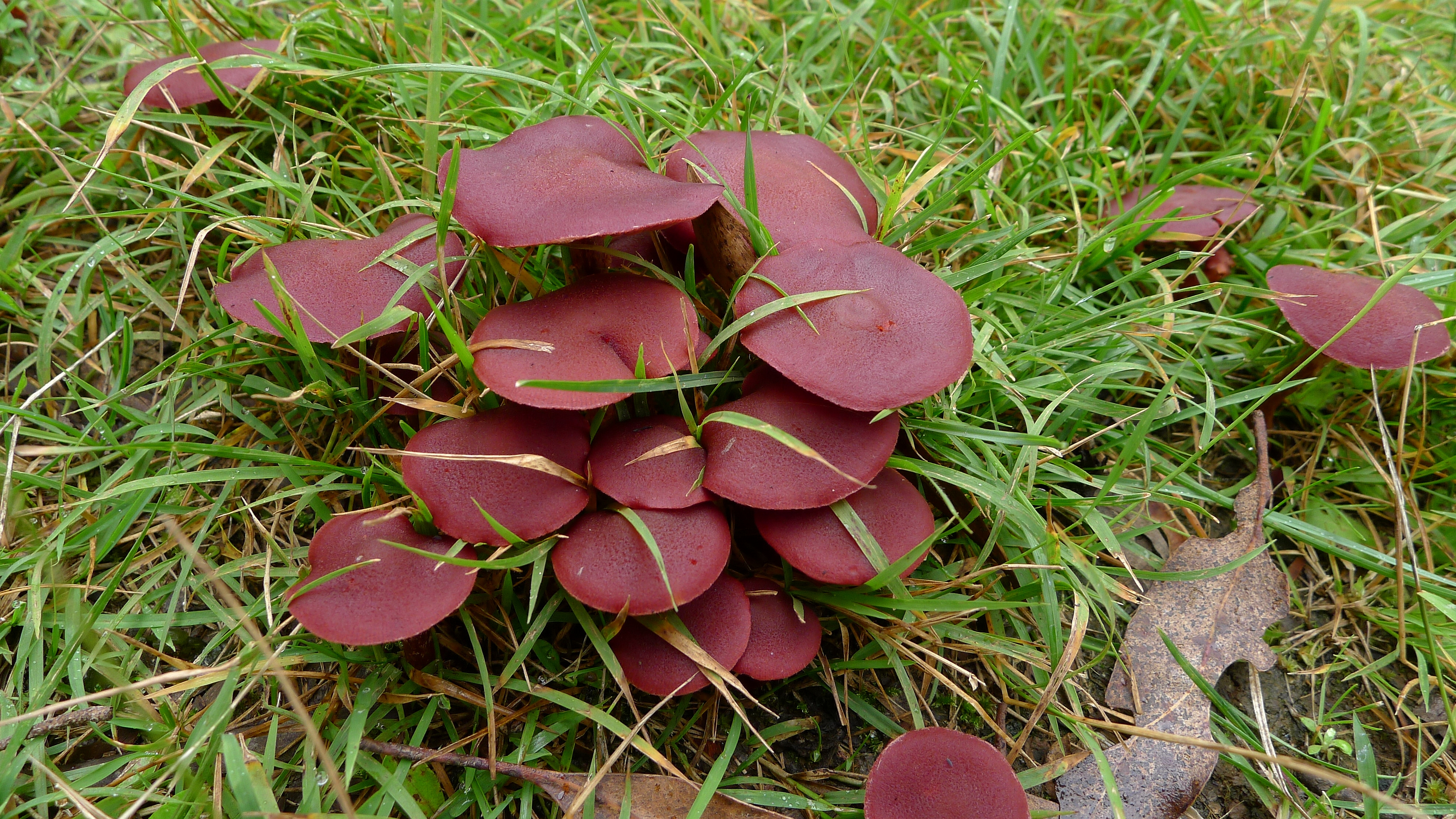
C. sanguineus, mănunchi

## Confuzii
Specia poate fi confundată cu suratele ei de același gen cum sunt de exemplu: Cortinarius bolarius (necomestibil), Cortinarius cagei (necomestibil), Cortinarius cinnabarinus (otrăvitor), Cortinarius cinnamomeus (otrăvitor),  Cortinarius croceus (otrăvitor), Cortinarius laniger (suspect), Cortinarius limonius (posibil letal), Cortinarius malicorius (otrăvitor), Cortinarius orellanus (mortal), Cortinarius rubellus (mortal), Cortinarius semisanguineus (otrăvitor), Cortinarius smithii sin. Cortinarius occidentalis (necomestibil), Cortinarius uliginosus (otrăvitor) sau cu Laccaria laccata (comestibilă), dar și cu Laccaria proxima (comestibilă).

## Specii asemănătoare

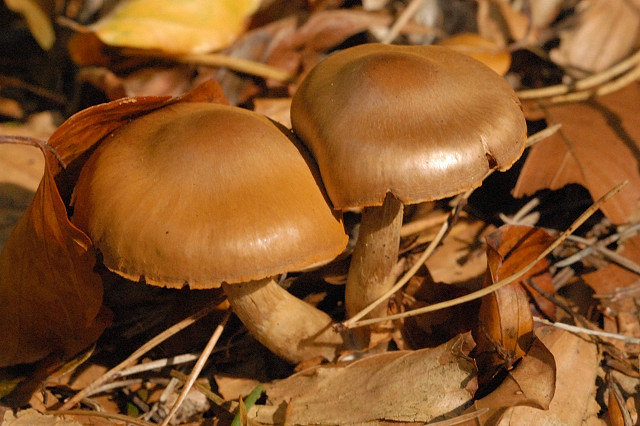
!Cortinarius cagei!
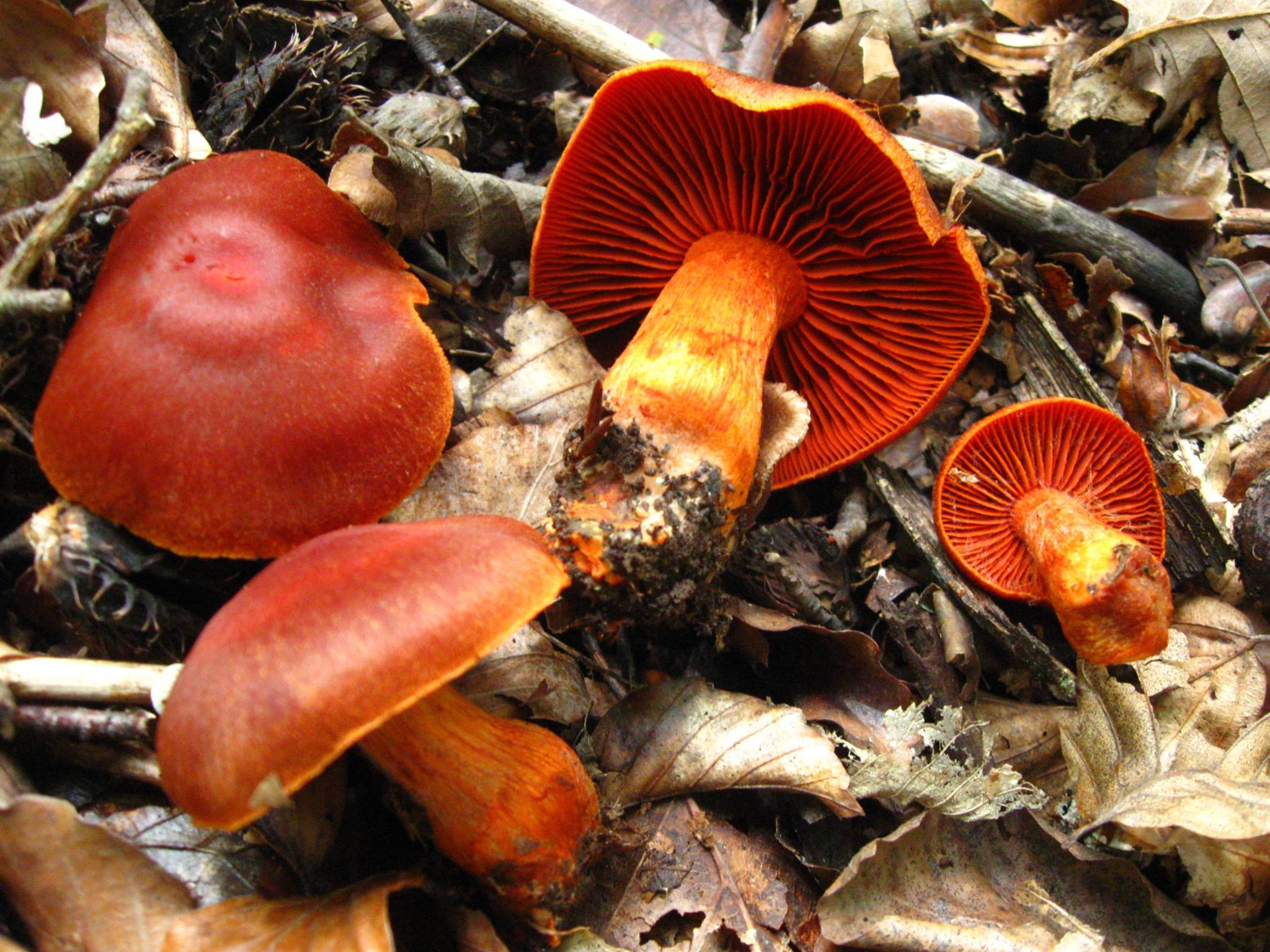
!!Cortinarius cinnabarinus!!
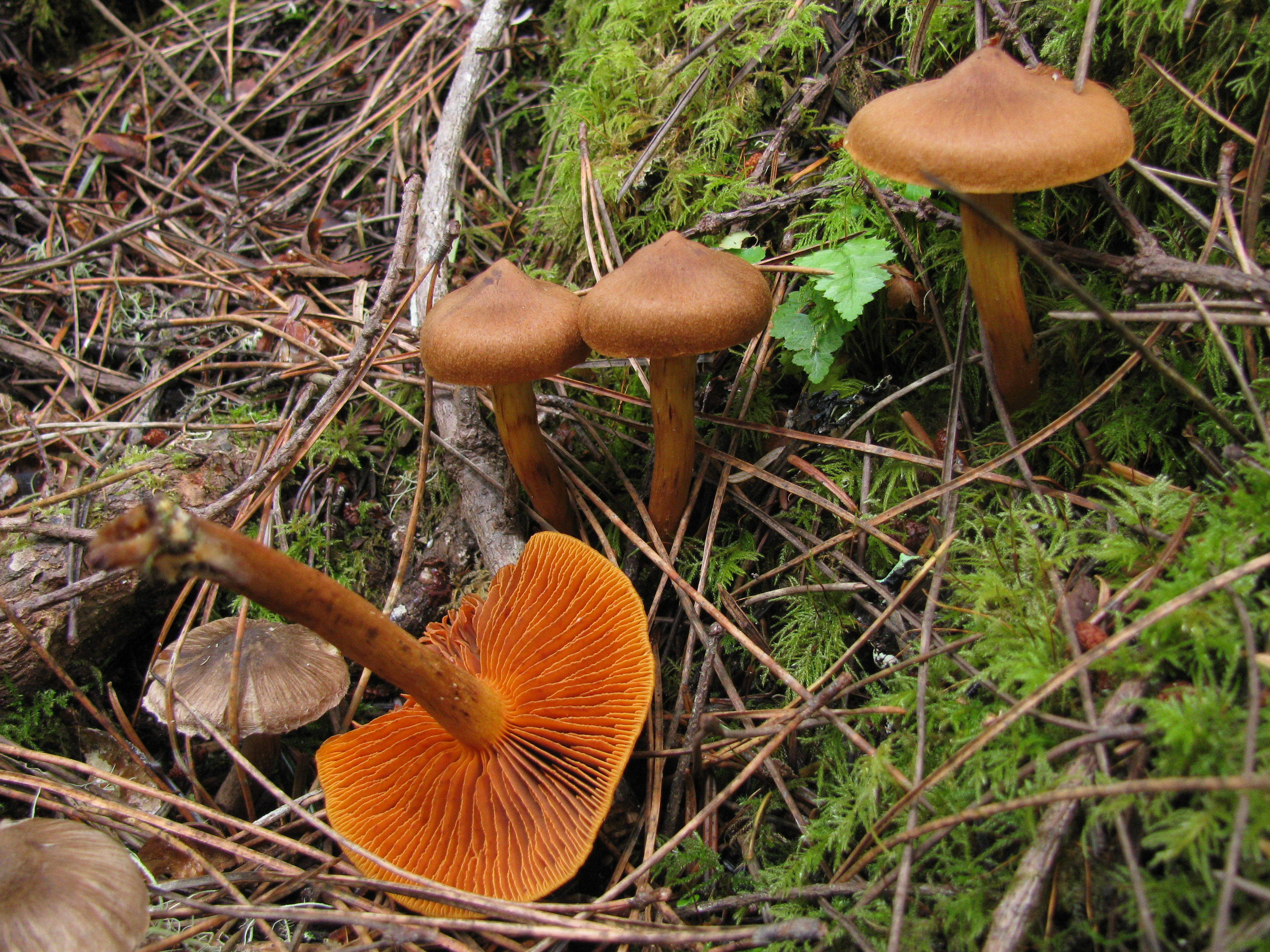
!!Cortinarius cinnamomeus!!
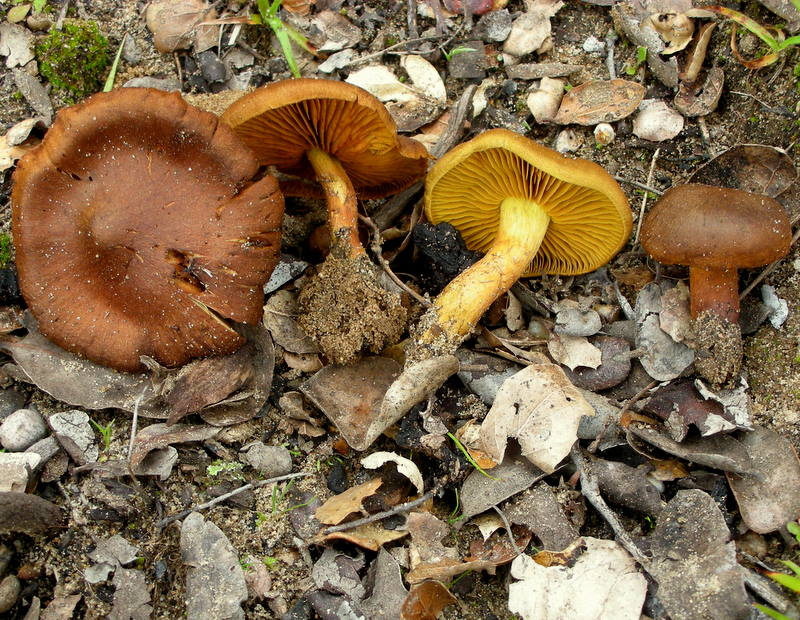
!!Cortinarius croceus!!
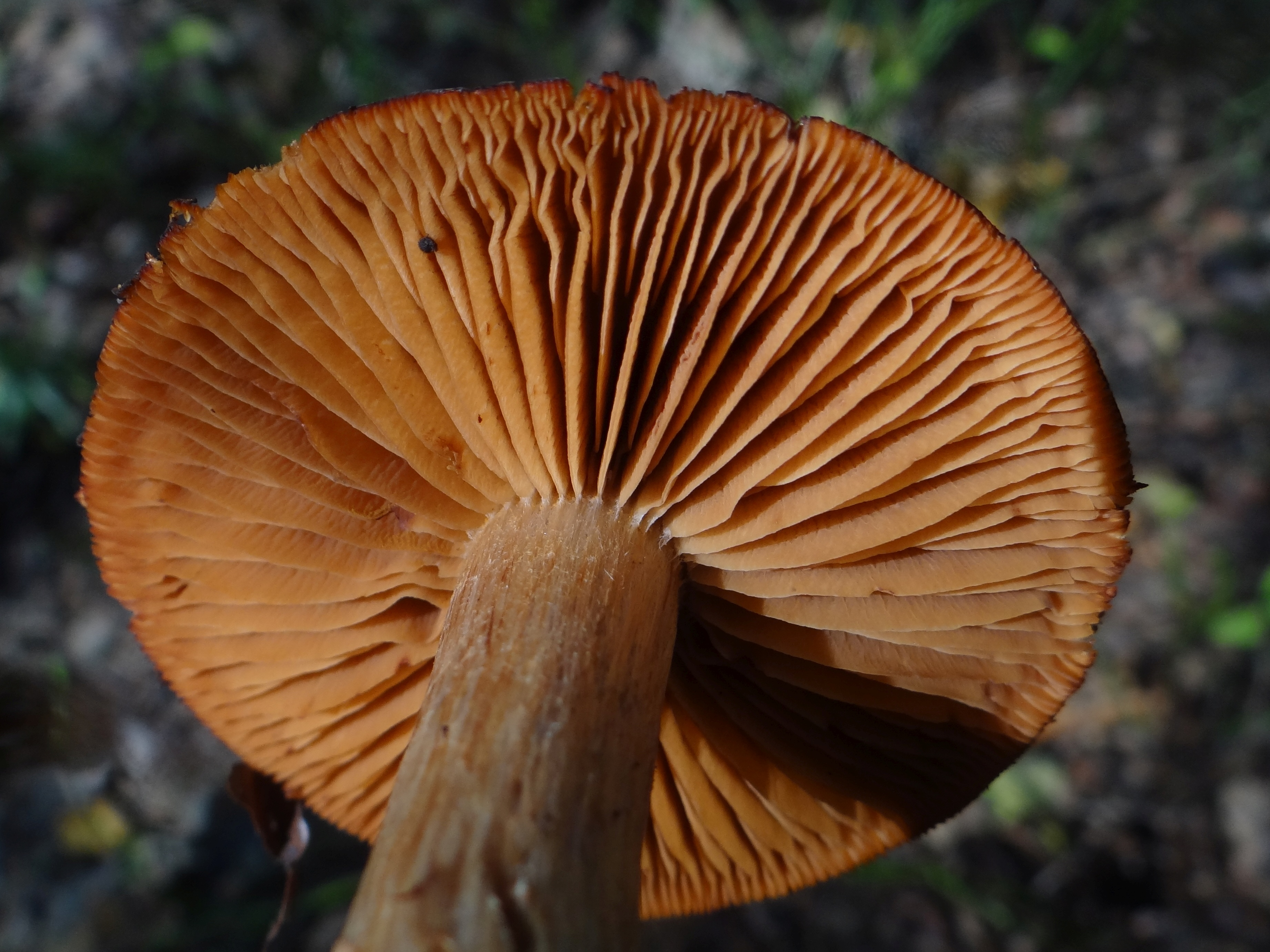
!!Cortinarius laniger!!

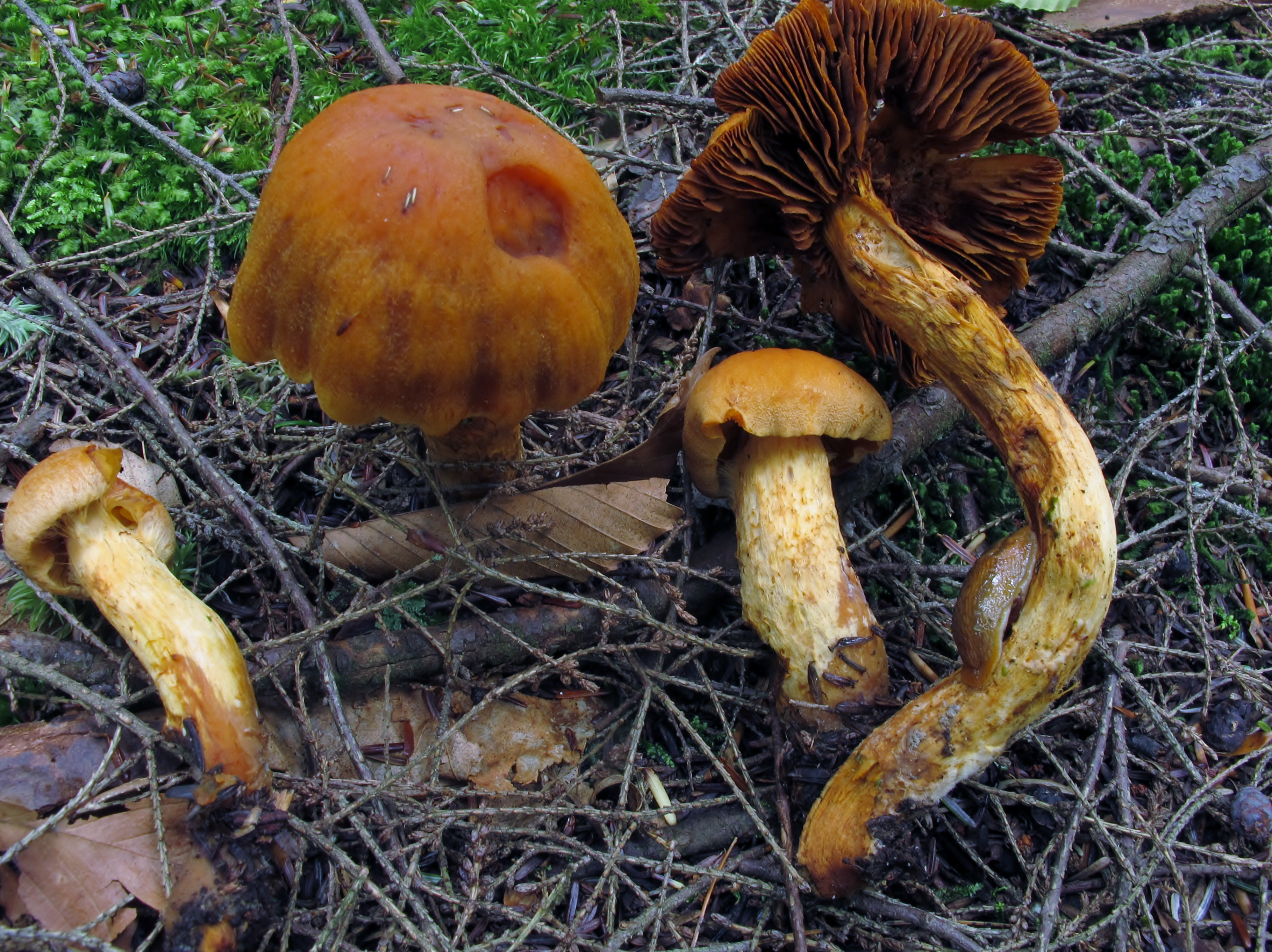
!!!Cortinarius limonius!!!
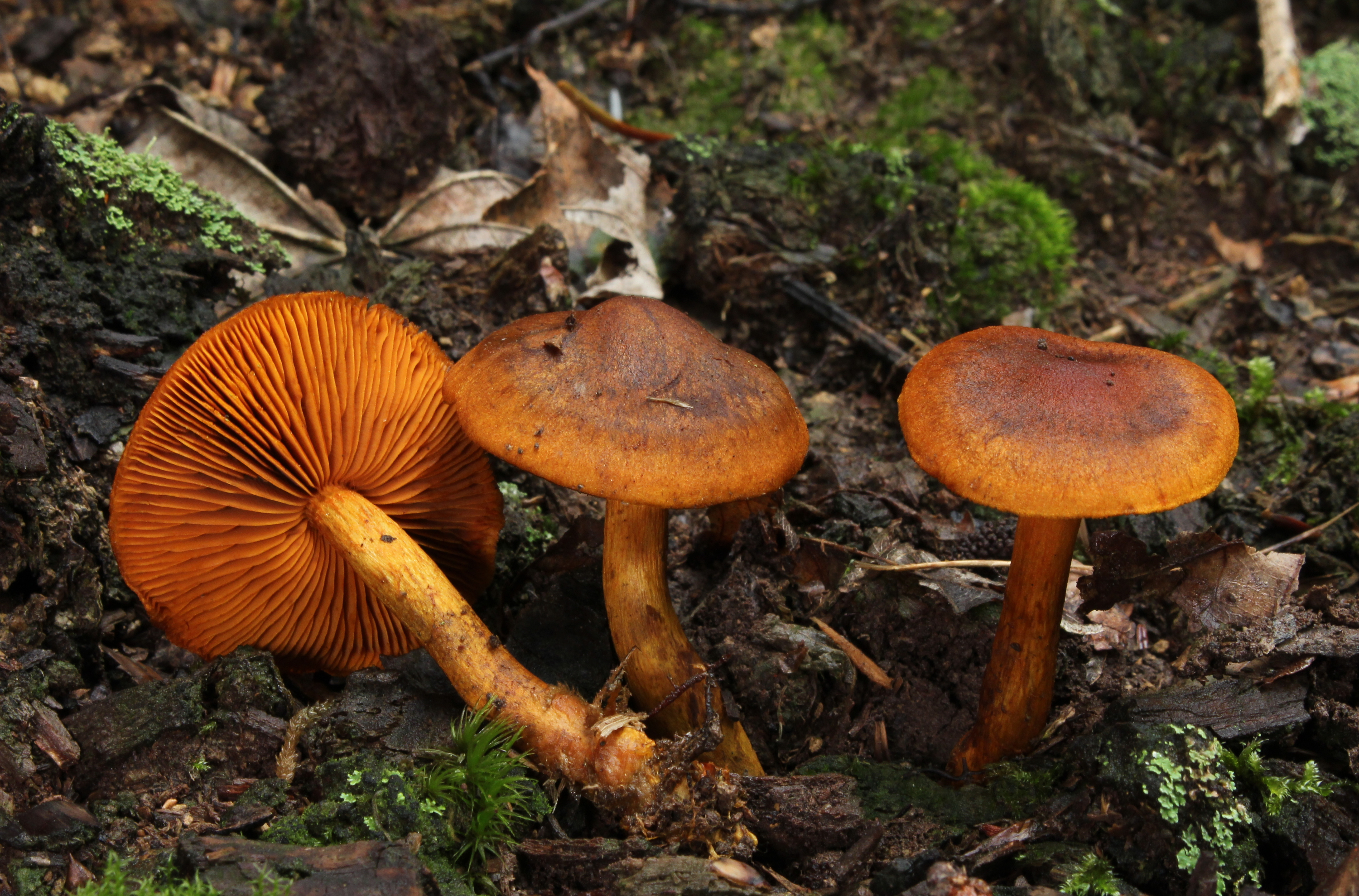
!!Cortinarius malicorius!!
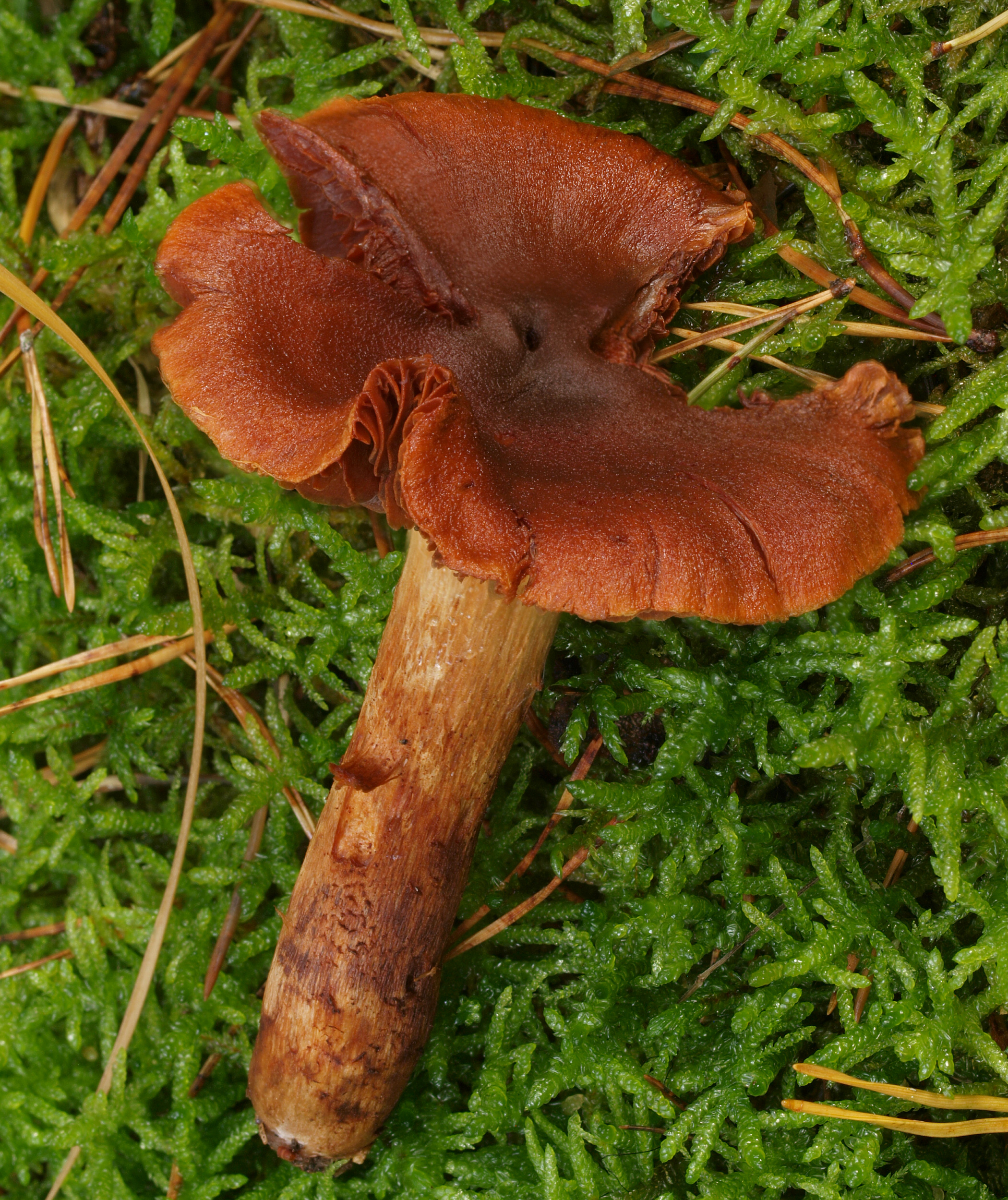
!!!Cortinarius orellanus!!!
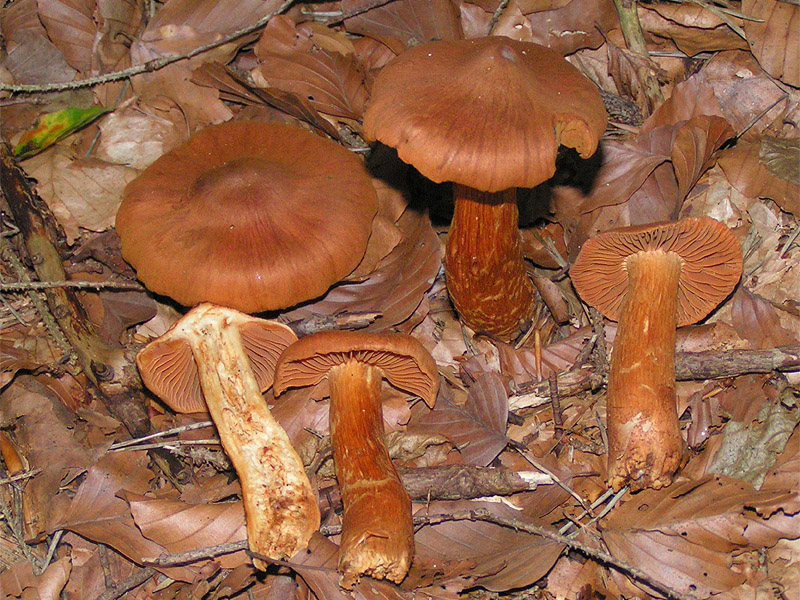
!!!Cortinarius rubellus!!!
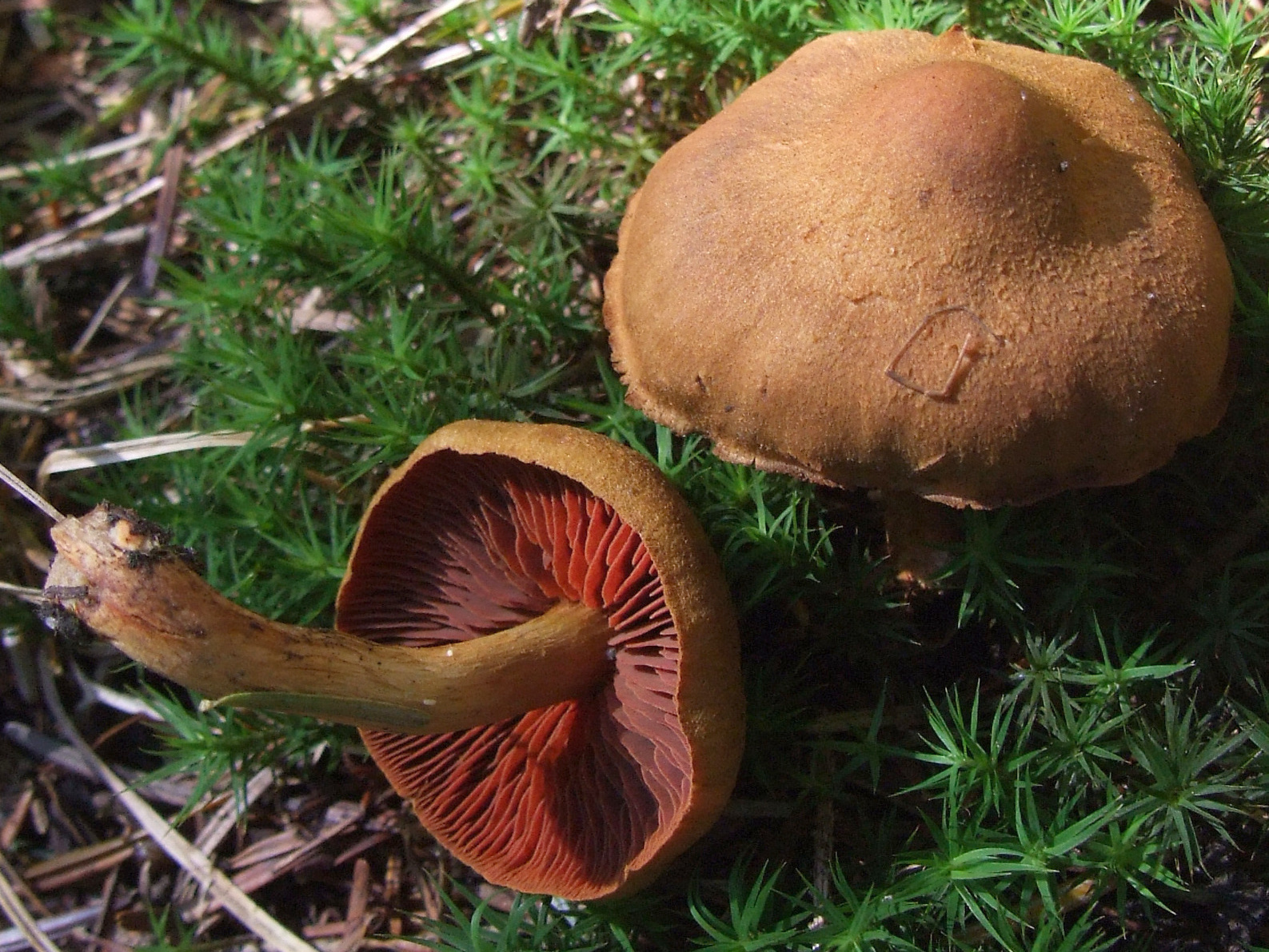
!!Cortinarius semisanguineus!!

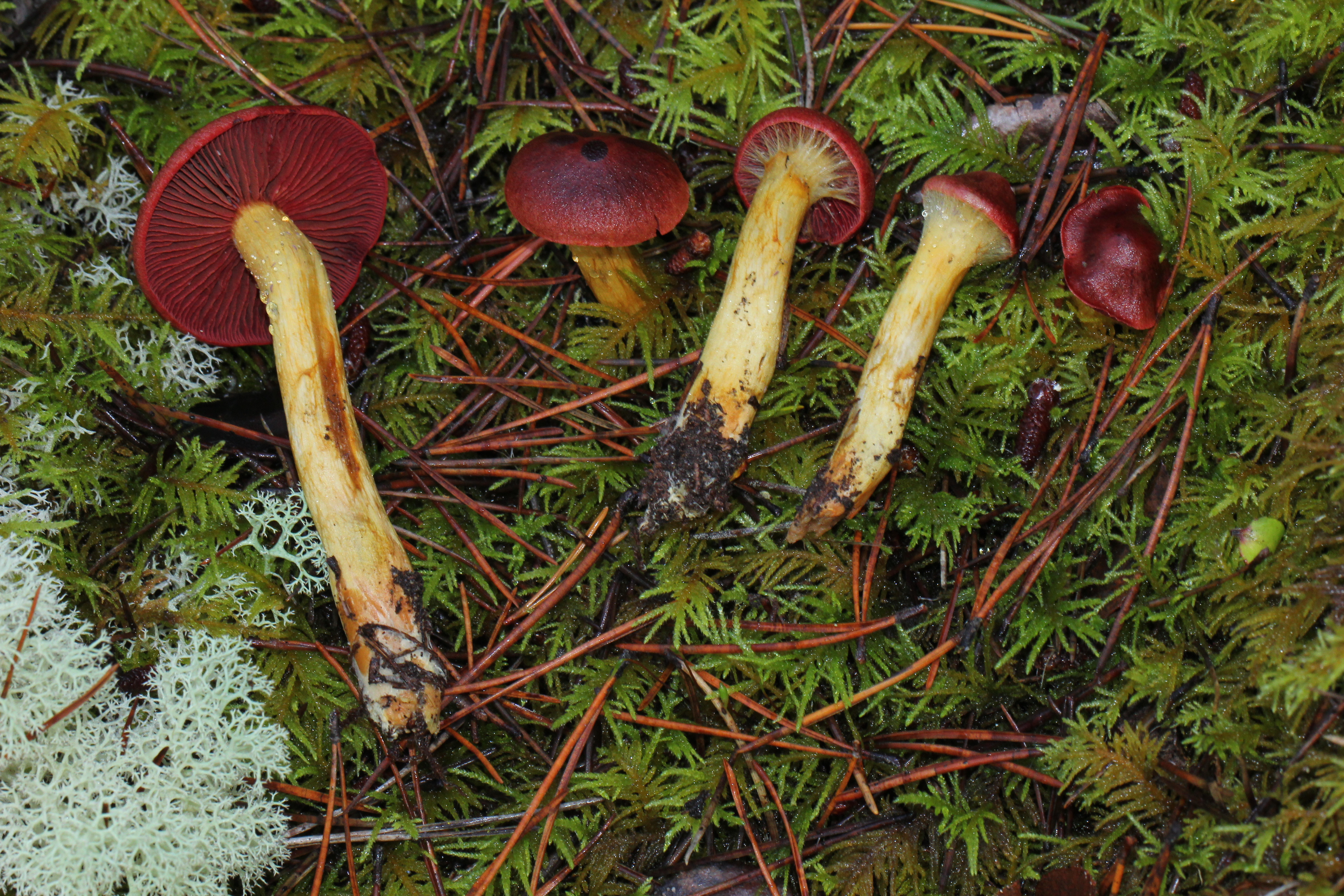
!Cortinarius smithii sin. Cortinarius occidentalis!
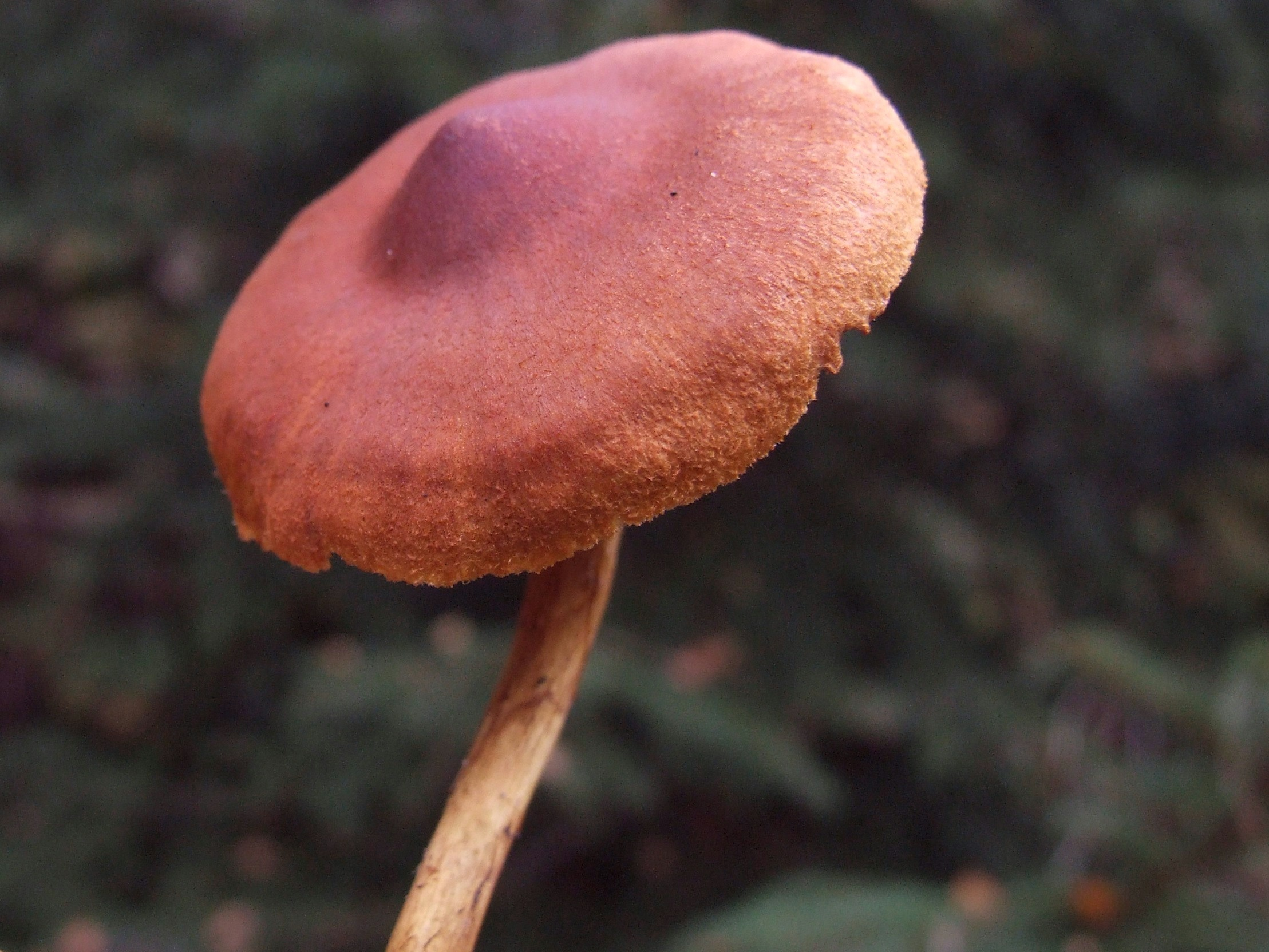
!!Cortinarius uliginosus!!
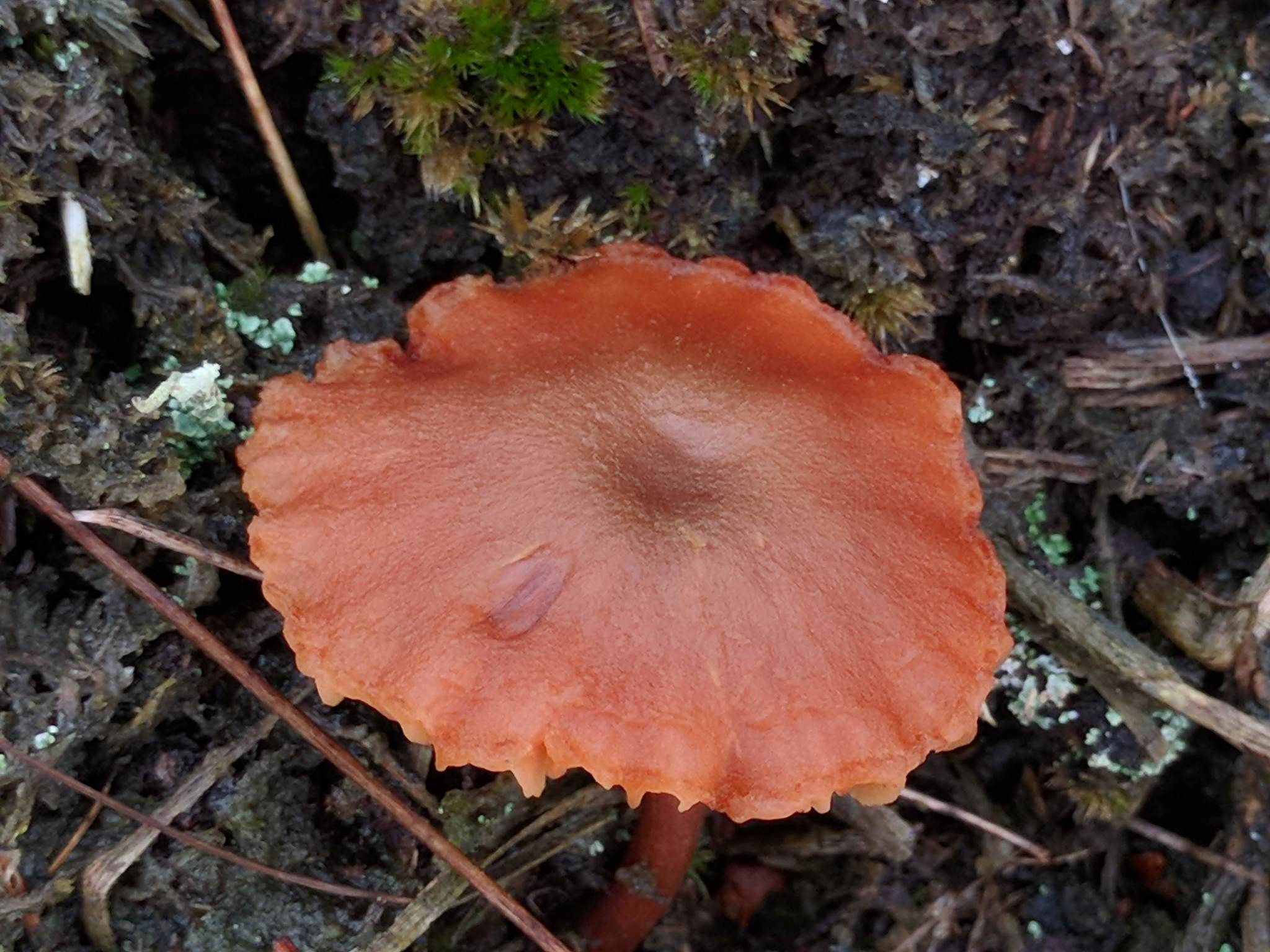
Laccaria laccata
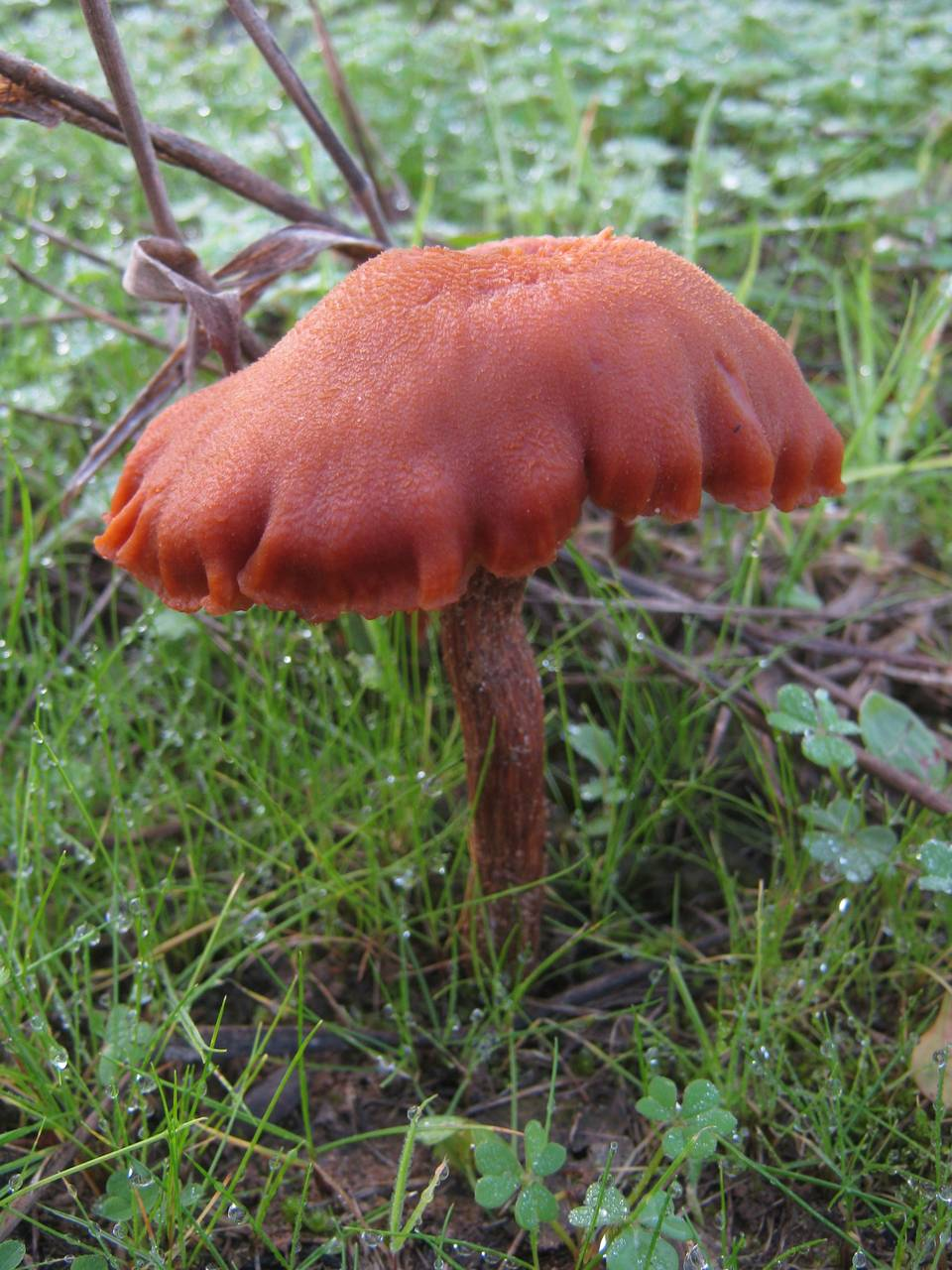
Laccaria proxima

## Valorificare

### Toxicitate
Din păcate, Cortinarius sanguineus are un gust blând până doar slab amar. Prin urmare, este foarte posibil să fie consumat accidental, dar ciuperca este foarte otrăvitoare. Poate fi deosebit de periculos dacă sunt intoxicați copii, bătrâni sau persoane deja bolnave. Deși cazuri mortale nu sunt de temut în regulă, ele nu pot fi excluse complet. Toxinele principale sunt diverse Antrachinone care provoacă tulburări puternice gastrointestinale însoțite nu rar de amețeli, probleme circulatorii și tulburări vizuale care pot apărea în decurs de 30 de minute până la 6 ore după consum. Proprietățile mutagene ale acestor substanțe sunt în prezent discutate.

### Colorant
Această ciupercă poate fi folosită pentru vopsirea hainelor și mai ales a lânii. Înainte de a fi fiert materialul pentru o oră sub adăugarea de 20% alaun, ciupercile uscate se înmuie în apă rece pentru aproximativ o jumătate de oră. Apoi se răcoresc la 90° C și se adaugă materialul de vopsit. După ce s-a ajuns la rezultatul dorit, el trebuie spălat și clătit bine. Se obține un roșu intens cu un  pre-baiț de 20% alaun pentru o oră la 90° C, iar carmin după mai puțin timp de fierbere. Coloranții acestei specii se dizolvă și în alcool.